# 田園調布站
田園調布站（日语：／ Den'en-chōbu eki */?）是位於日本東京都大田區田園調布三丁目，屬於東急電鐵的鐵路車站。此站為大田區最西端的車站。

## 概要
此站有東橫線與目黑線停靠。在軌道名稱上，此站是目黑線的正式終點，而東橫線從此站起至日吉站都是複複線，不過其中2線是由目黑線的列車使用至日吉站，因此此站－日吉站區間視為兩條不同的路線。東橫線的車站編號是TY08、目黑線是MG08。
站長所在站。管理田園調布管內此站與多摩川站以及東急多摩川線沼部站。

## 歷史
- 1923年（大正12年）3月11日 - 目黑蒲田電鐵目黑站 - 丸子站（現在的沼部站）通車，此站啟用，車站稱為調布站[6]。當時為側式月台[6]。
- 1926年（大正15年）1月1日 - 車站改稱田園調布站。[7]
- 1927年（昭和2年）8月28日 - 為配合東橫線通車，目蒲線月台改為3面4線的設置[6]。
- 1964年（昭和39年）11月 - 廢止月台天橋，改為地下道[6]。
- 1990年（平成2年）8月28日 - 為配合車站地下化工程，舊有車站部份結構開始拆除[1][8]。
- 1994年（平成6年）11月27日 - 目蒲線的月台地下化[5]。
- 1995年（平成7年） - 東橫線的月台地下化（6月下行線月台地下化[9]，12月上行線月台地下化）[5][6]。
- 2000年（平成12年）
  - 1月15日 - 舊站房復原，但已無站房功能[1][8]。
  - 8月6日 - 東急目蒲線分拆成目黑線及東急多摩川線，車站改屬目黑線[10]。
  - 入選關東車站百選[11]。
- 2010年（平成22年）10月 - 東橫線月台延伸工程動工[12]。
- 2013年（平成25年）3月16日 - 東橫線月台延伸段啟用[12]。

## 車站結構
車站為島式月台2面4線地下車站。其中月台外側為東橫線，內側為目黑線。橫濱方向與日吉方向、澀谷方向與目黑方向可在同一月台轉乘。目黑線月台已設置月台門。
剪票口位於地上，僅有一處，設有人工通道「See through剪票口」。
東急管理的廁所在付費區內。付費區外則有地方自治設置的廁所。
改良工程以前，本站月台為3面4線形態，東側屬於目蒲線，西側屬於東橫線，站房位於地面。改良工程後改建為跨站式站房，月台改為現有配置。

### 月台配置
| 月台 | 路線   | 方向 | 目的地                                                                    |
| ---- | ------ | ---- | ------------------------------------------------------------------------- |
| 1    | 東橫線 | 下行 | 武藏小杉、橫濱、 港未來21線 元町·中華街、 東急新橫濱線 新橫濱、二俁川方向 |
| 2    | 目黑線 | 下行 | 武藏小杉、日吉、 東急新橫濱線 新橫濱、二俁川方向                          |
| 3    | 目黑線 | 上行 | 目黑、南北線 赤羽岩淵、 埼玉高速鐵道線 浦和美園、三田線 西高島平方向      |
| 4    | 東横線 | 上行 | 澀谷、副都心線 池袋、 池袋線 所澤、 東上本線 川越市方向                   |

（來源：東急電鐵:車站構內圖 （页面存档备份，存于））

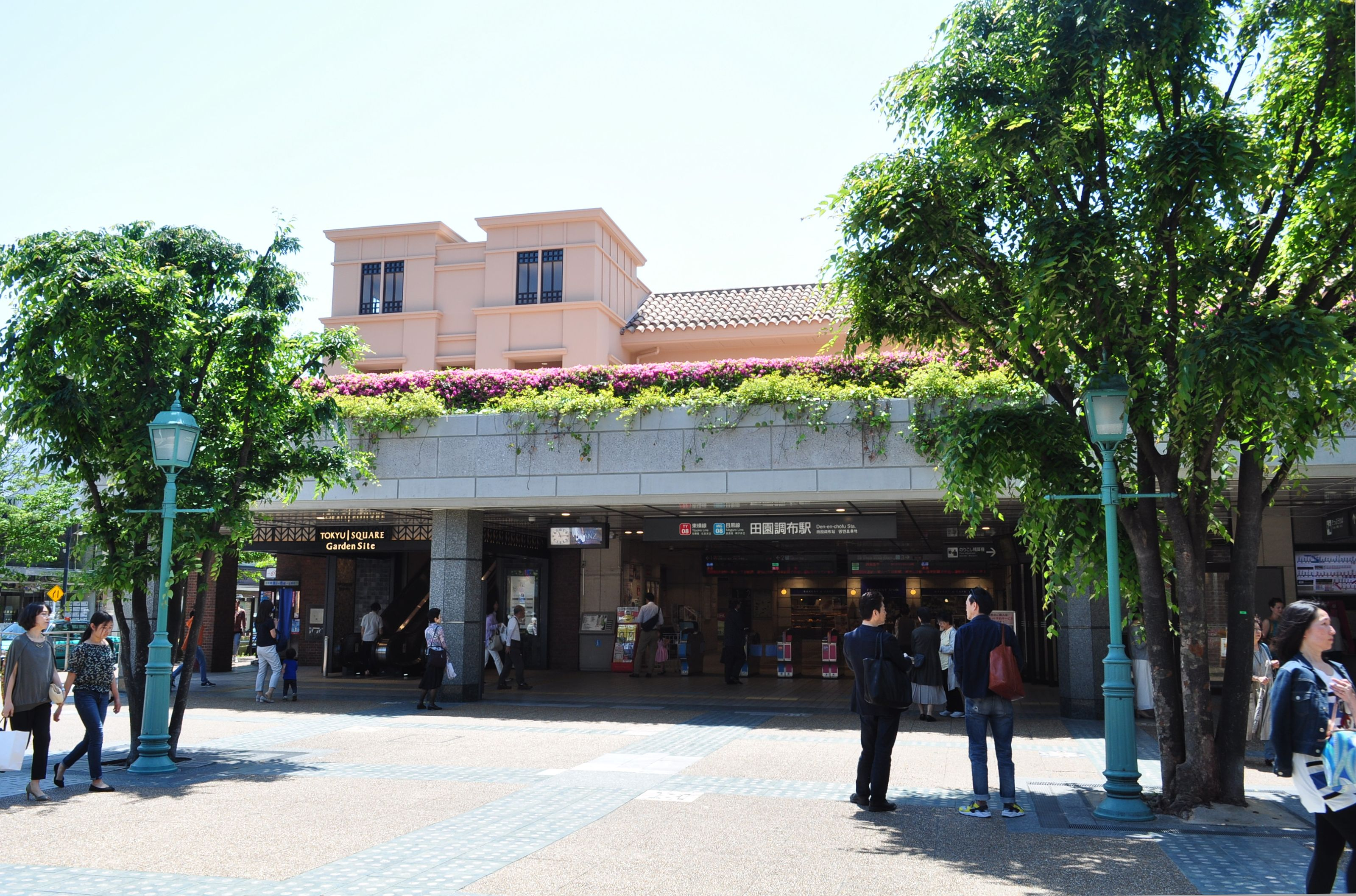
車站入口（2018年5月5日撮影）
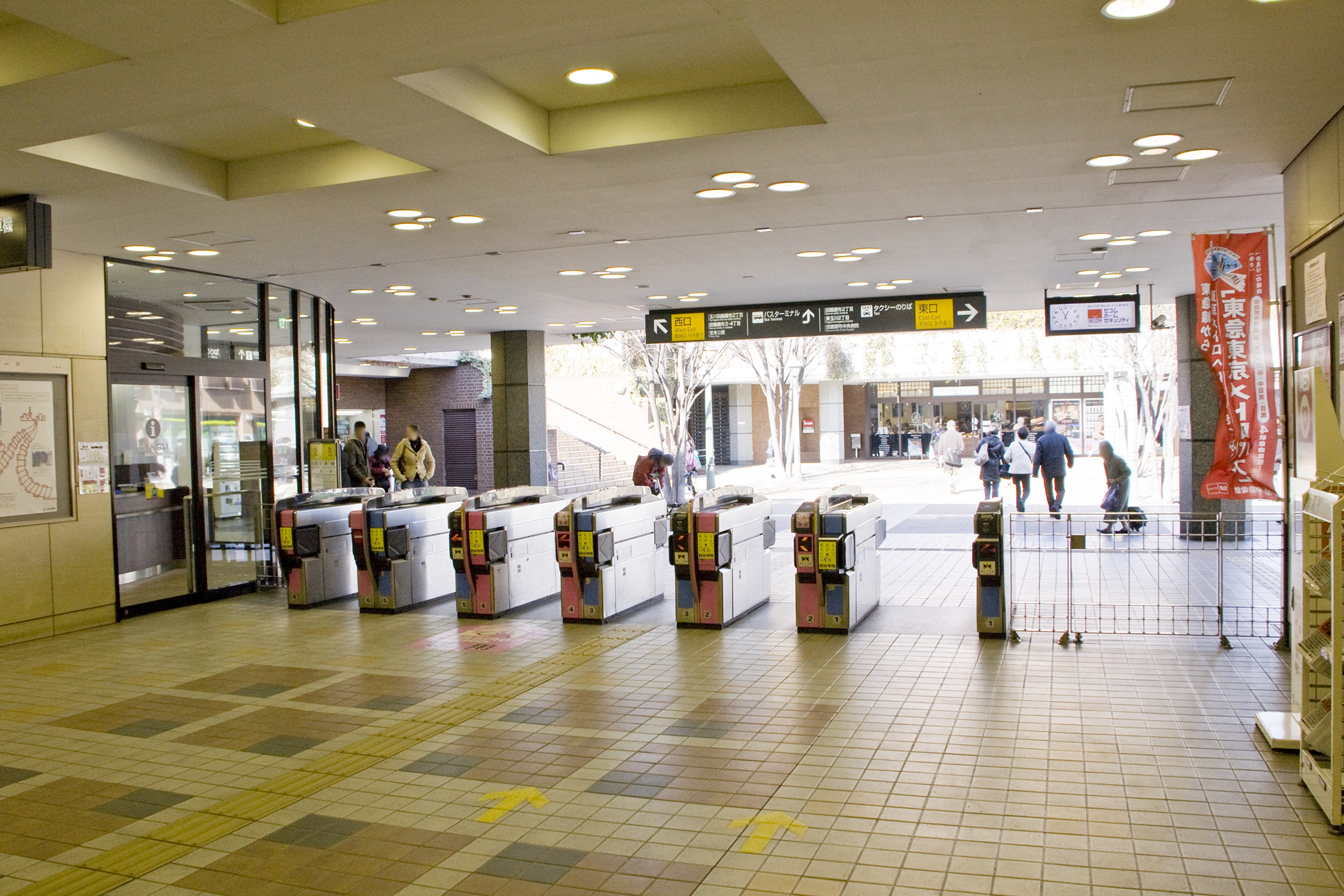
閘口（2009年2月8日）
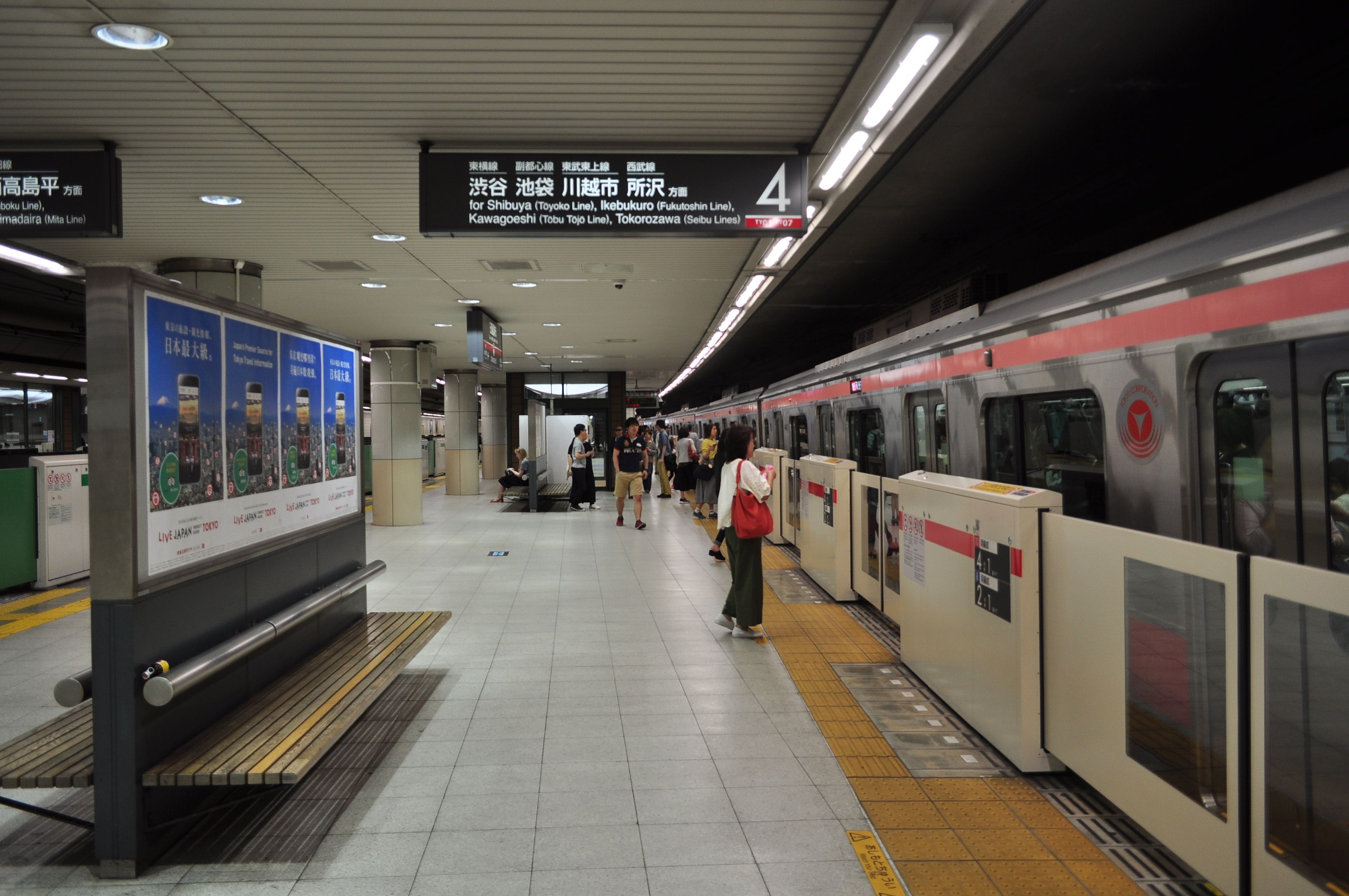
往澀谷站方向月台（2018年5月5日撮影）
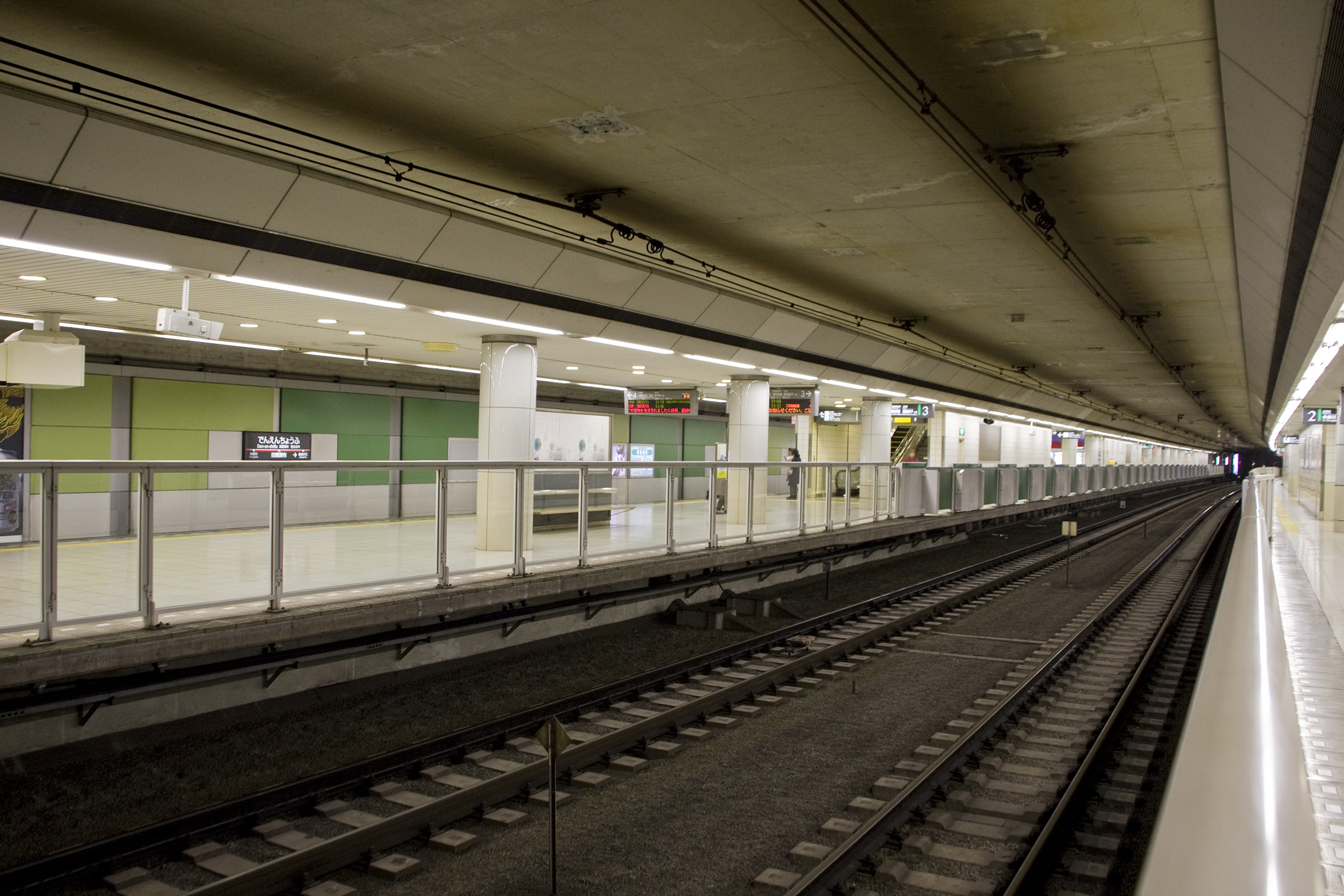
月台（2009年2月8日）

## 特色
車站周邊地形為西高東低。
西側的洋館風舊站房因東橫線複複線化事業一環的田園調布 - 多摩川間改良工程，於1990年（平成2年）9月4日停止使用後解體，2000年（平成12年）1月15日復原。復原後的建築已沒有站房機能，入口內側設有電梯。
周辺是寧靜的住宅區，無法夜間施工，因此工程難度很大。此改良工程最初未規劃在田園調布、多摩川兩站設置電梯，但在地方居民的請願下增設，開啟了日本鐵道站的無障礙化浪潮。
埼玉高速鐵道線浦和美園站與都營地下鐵三田線高島平站發出的臨時列車「港未來號」會從目黑線轉入東橫線。2006年（平成18年）8月以前是在武藏小杉站轉線，同年12月改至日吉站，最後2011年12月24日改從本站轉線。
2013年（平成25年）3月16日起東橫線直通東京地下鐵副都心線，為了停靠十輛編組的優等列車（急行、特急、通勤特急），本站在地下化時將月台往澀谷方向延伸。
東橫線、目黑線的多摩川站側有往東急多摩川線的連絡線，直通該線的多摩川站5、6號線月台。該連絡線在2000年（平成12年）8月5日以前是由目蒲線使用。

## 使用情況
2016年度1日平均上下車人次，東橫線為24,160人、目黑線為12,472人。近年1日平均上車人次如下表。

### 各年度1日平均上下車人次
近年1日平均上下車人次變化如下表。
| 年度               | 東橫線             | 東橫線 | 轉乘人次 | 目黑線             | 目黑線 |
| 年度               | 1日平均 上下車人次 | 增長率 | 轉乘人次 | 1日平均 上下車人次 | 增長率 |
| ------------------ | ------------------ | ------ | -------- | ------------------ | ------ |
| 2003年（平成15年） | 24,337             | -0.1%  | 11,545   | 8,857              | 2.9%   |
| 2004年（平成16年） | 23,900             | -1.8%  | 26,554   | 8,623              | -2.6%  |
| 2005年（平成17年） | 24,081             | 0.8%   | 26,476   | 8,829              | 2.4%   |
| 2006年（平成18年） | 24,450             | 1.5%   | 26,637   | 9,219              | 4.4%   |
| 2007年（平成19年） | 25,730             | 5.2%   | 29,369   | 9,979              | 8.2%   |
| 2008年（平成20年） | 25,841             | 0.4%   | 24,892   | 10,500             | 5.2%   |
| 2009年（平成21年） | 25,715             | -0.5%  | 23,016   | 10,638             | 1.3%   |
| 2010年（平成22年） | 25,335             | -1.5%  | 23,120   | 10,578             | -0.6%  |
| 2011年（平成23年） | 25,348             | 0.1%   | 23,773   | 10,573             | -0.0%  |
| 2012年（平成24年） | 25,555             | 0.8%   | 24,730   | 10,955             | 3.6%   |
| 2013年（平成25年） | 24,321             | -4.8%  | 24,451   | 11,983             | 9.4%   |
| 2014年（平成26年） | 23,768             | -2.3%  | 25,257   | 12,071             | 0.7%   |
| 2015年（平成27年） | 23,871             | 0.4%   | 26,078   | 12,143             | 0.6%   |
| 2016年（平成28年） | 24,160             |        |          | 12,472             |        |

### 各年度1日平均上車人次
近年1日平均上車人次變化如下表。
| 年度   | 東橫線 | 目蒲線 | 來源   |
| ------ | ------ | ------ | ------ |
| 1990年 | 42,058 | 32,586 | [ 22 ] |
| 1991年 | 41,139 | 31,770 | [ 23 ] |
| 1992年 | 39,381 | 30,230 | [ 24 ] |
| 1993年 | 38,833 | 28,564 | [ 25 ] |
| 1994年 | 13,488 | 3,745  | [ 26 ] |
| 1995年 | 13,123 | 3,557  | [ 27 ] |
| 1996年 | 13,178 | 3,444  | [ 28 ] |
| 1997年 | 13,090 | 3,468  | [ 29 ] |
| 1998年 | 12,611 | 3,701  | [ 30 ] |
| 1999年 | 12,433 | 3,724  | [ 31 ] |

| 年度   | 東橫線 | 目黑線 | 來源   |
| ------ | ------ | ------ | ------ |
| 2000年 | 12,614 | 3,888  | [ 32 ] |
| 2001年 | 12,019 | 4,381  | [ 33 ] |
| 2002年 | 12,170 | 4,189  | [ 34 ] |
| 2003年 | 12,238 | 4,336  | [ 35 ] |
| 2004年 | 12,151 | 4,315  | [ 36 ] |
| 2005年 | 12,164 | 4,413  | [ 37 ] |
| 2006年 | 12,332 | 4,608  | [ 38 ] |
| 2007年 | 12,869 | 5,005  | [ 39 ] |
| 2008年 | 12,926 | 5,241  | [ 40 ] |
| 2009年 | 12,868 | 5,304  | [ 41 ] |

## 車站周邊
以噴水池為中心的西口圓環為中心，街道呈現放射狀與同心圓狀分布，路樹種滿銀杏，是田園調布的代表性景色。商業設施位於東側。西側則是都內知名的高級住宅區。
- 大田區立田園調布小學校
- 大田區立寶來公園
- 大田區役所（日语：大田区役所）田園調布特別出張所
- 東京都立田園調布特別支援學校（日语：東京都立田園調布特別支援学校）
- 東京都道311號環狀八號線（日语：東京都道311号環状八号線）
- 田園調布中央醫院
- 田園調布站前郵便局
- 三井住友銀行田園調布支店

### 巴士路線
剪票口北側有巴士總站，有四條東急巴士系統運行。
- 澀11：往澀谷站[44]
- 園01：往千歲船橋[44]
- 園02：往世田谷區民會館[44]
- 蒲12：往蒲田站[44]
- 假日午後自由丘站前周邊禁止車輛通行，該站的自由之丘線巴士（自01、02、11、12）會回送至本站折返。

## 站名由來
設站時的1923年（大正12年），本地地名為荏原郡調布村大字上沼部字旭野，因此以村名命名為「調布站」。「田園」則是因東急在此打造田園都市而冠上。之後1889年（明治22年）地名改為荏原郡東調布町，1932年（昭和7年）編入東京市時成為大森區「田園調布」。
「調布」則是源自於古時此地上繳手作的布作為朝廷的調稅。

## 圖片

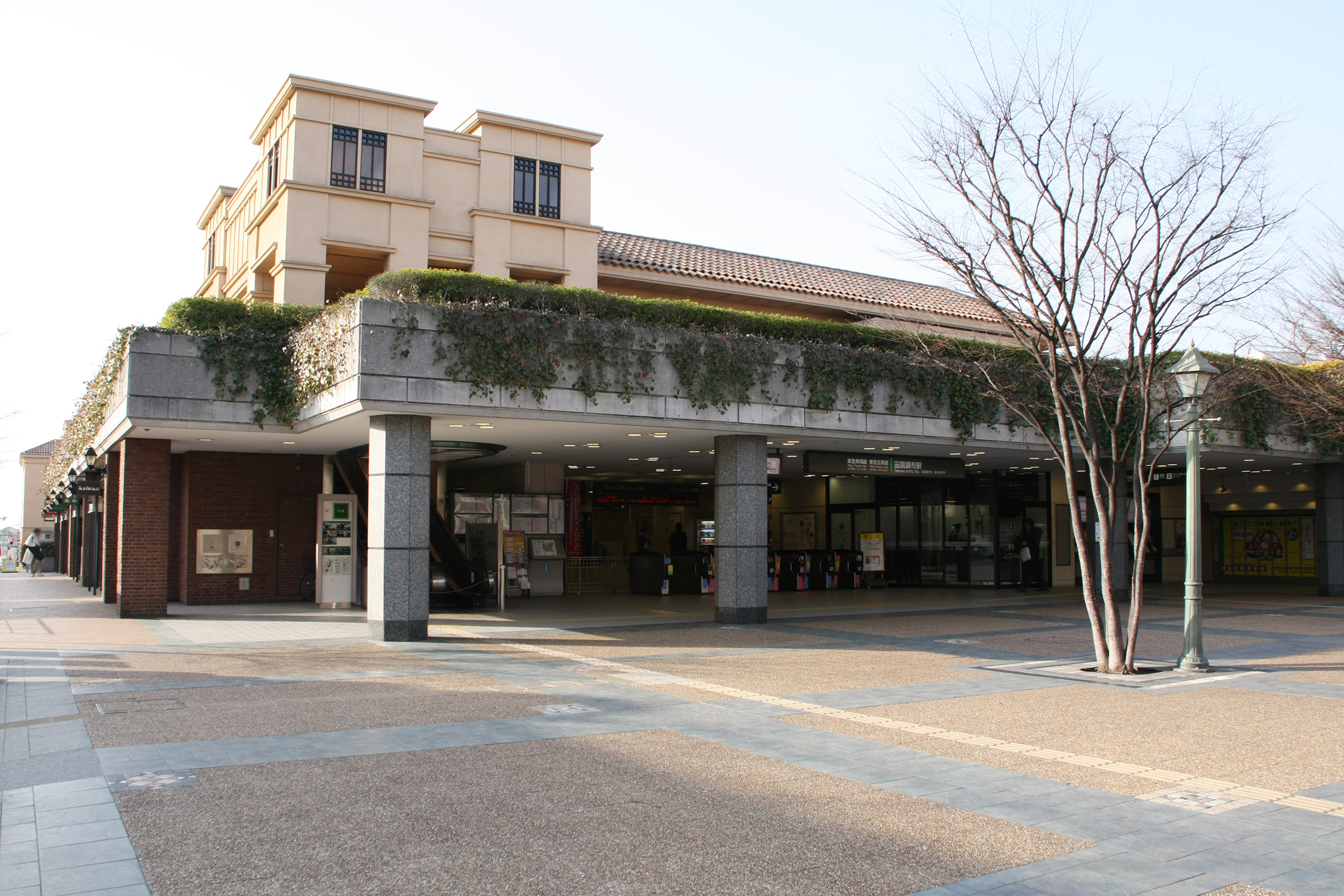
現行站房（2009年2月15日）
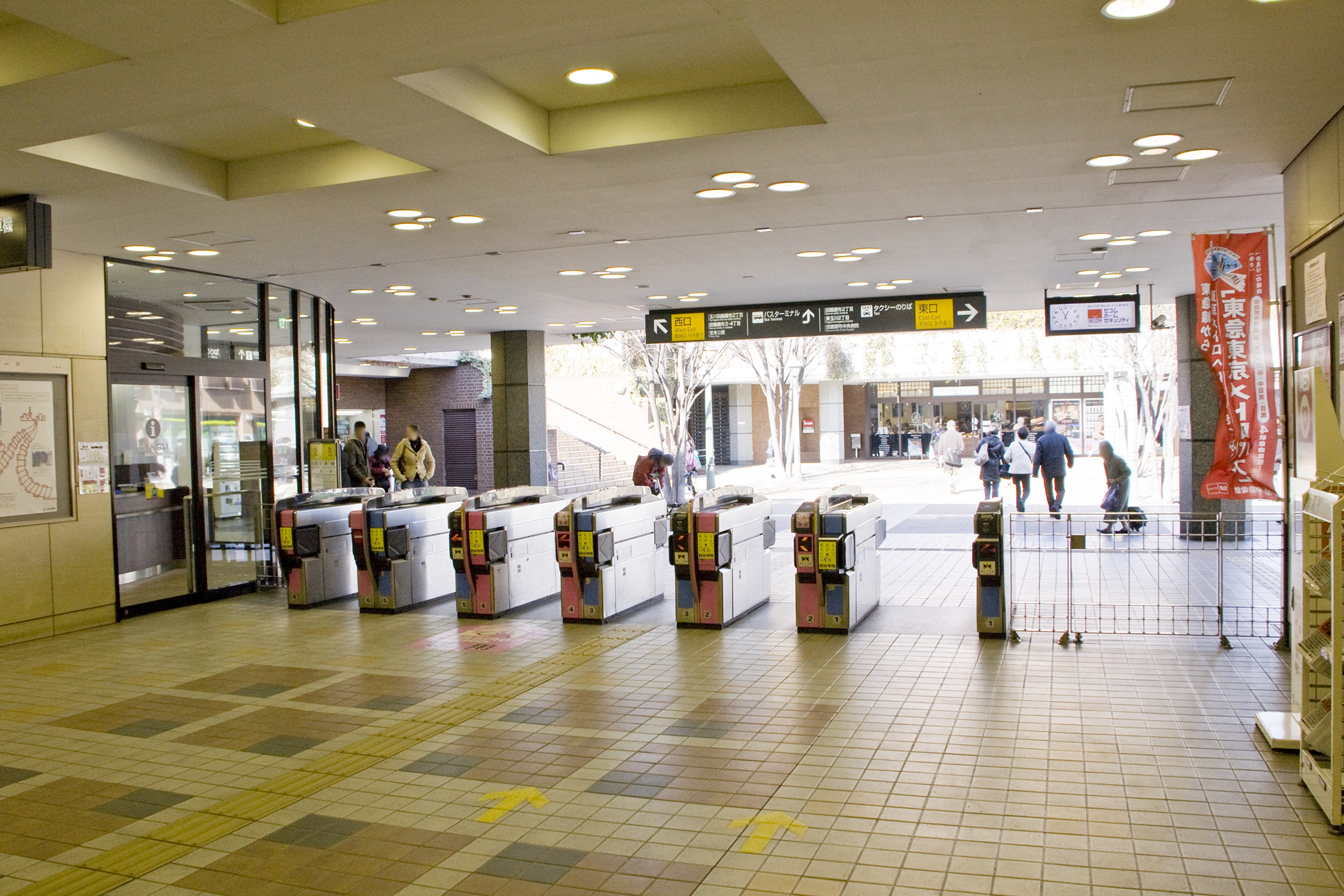
閘口（2009年2月8日）
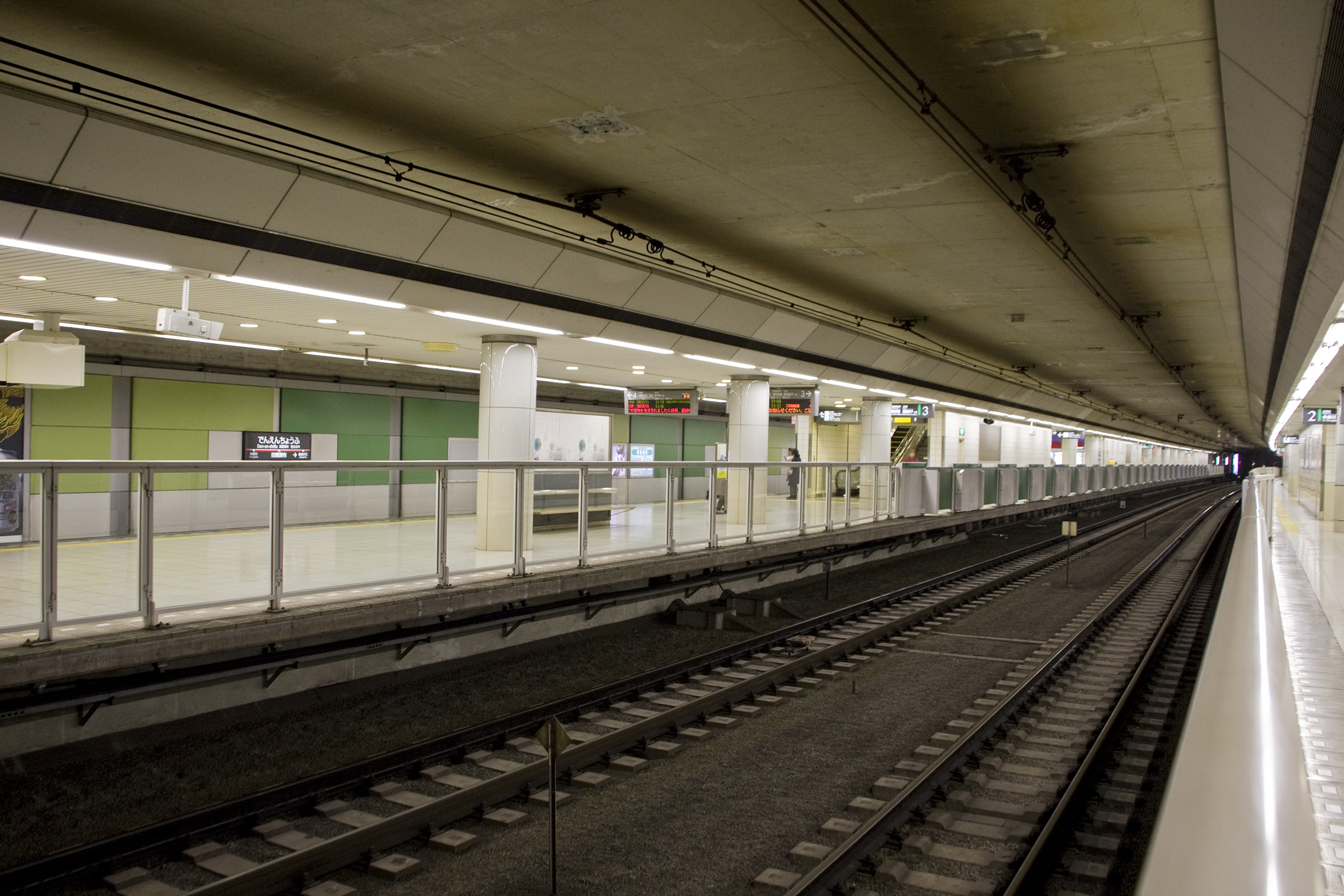
月台（2009年2月8日）
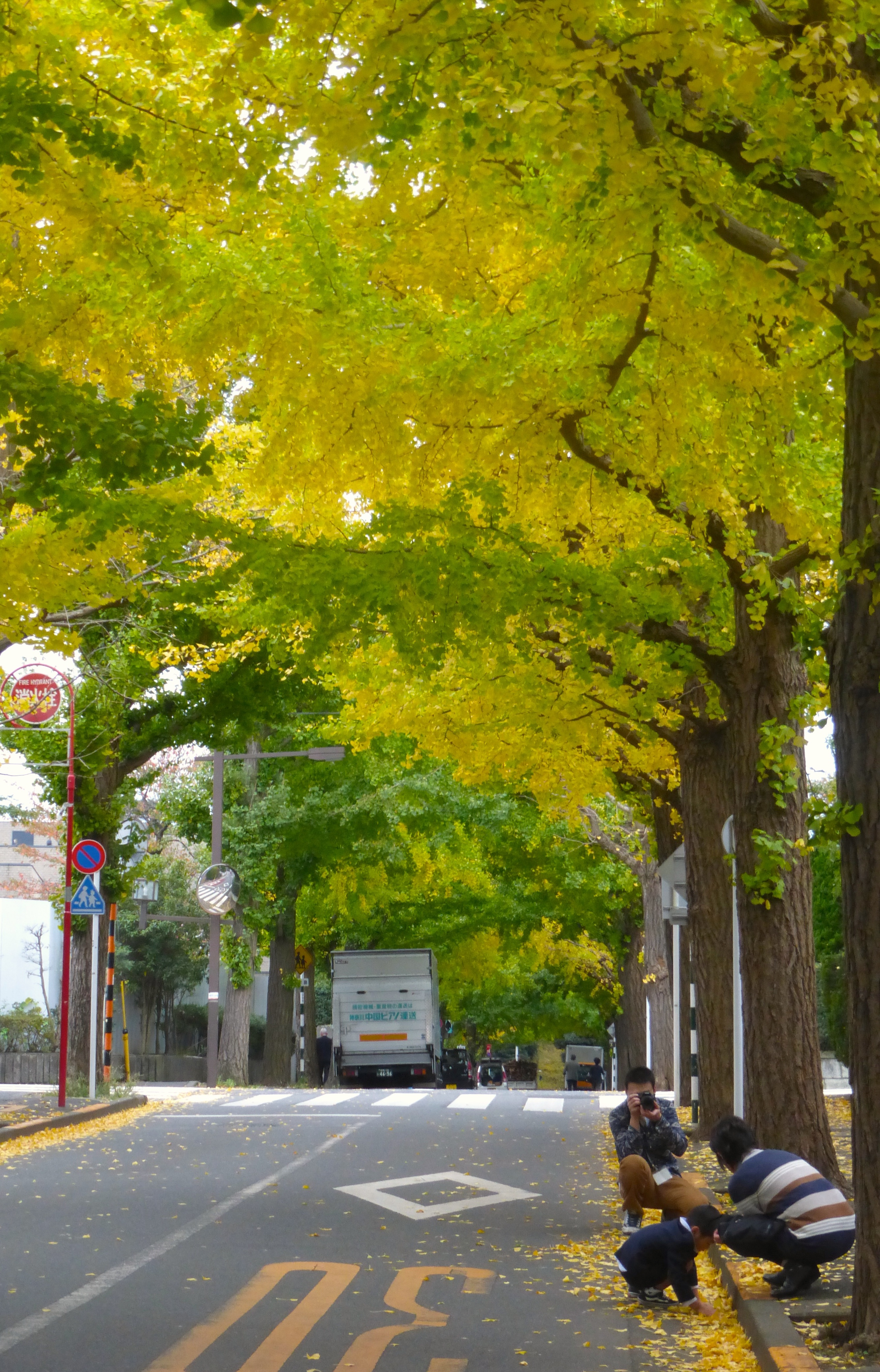
西口放射狀道路的銀杏樹。周邊是知名高級住宅區
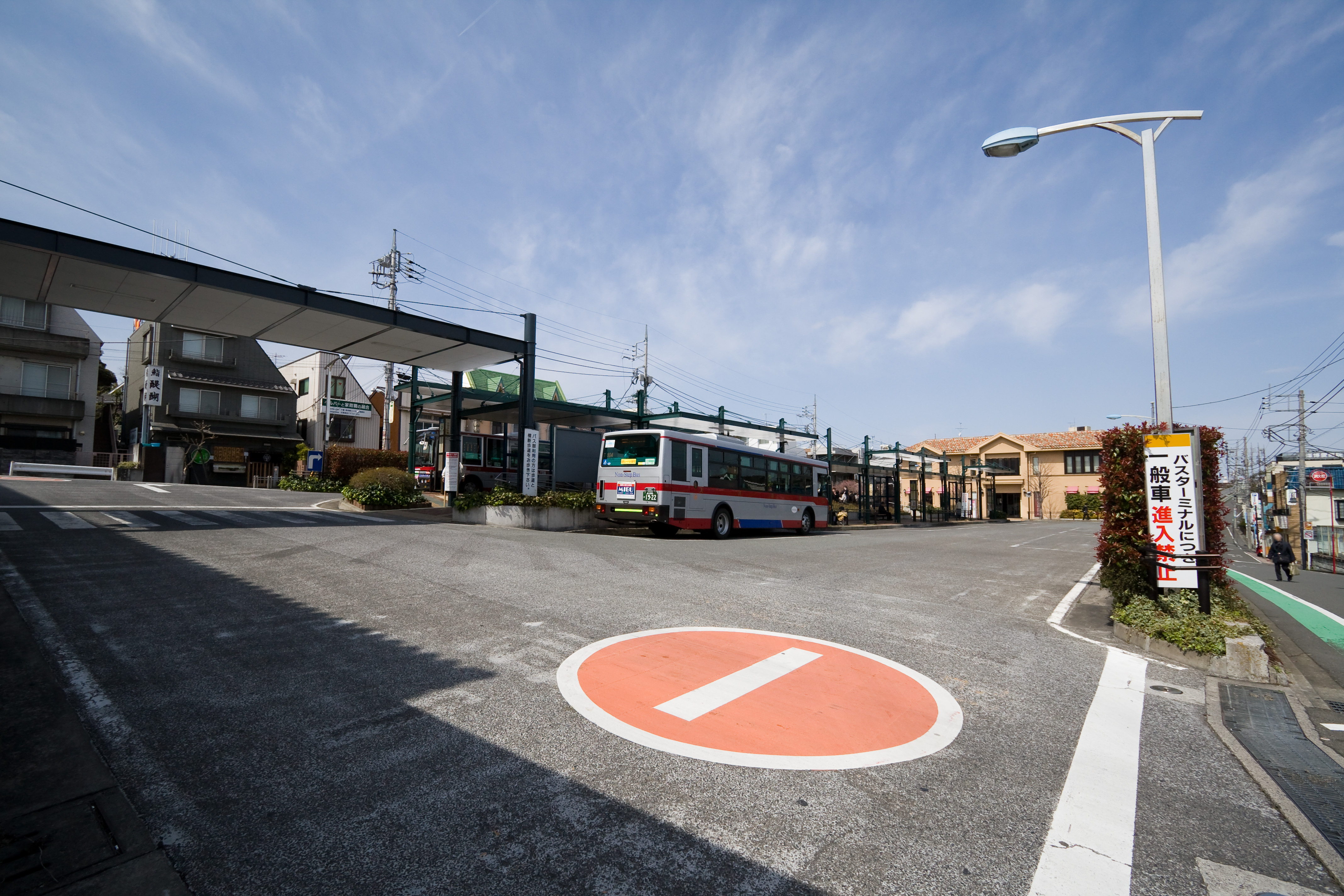
巴士總站（2010年3月22日）

## 相鄰車站
東急電鐵
 東橫線
■特急、□通勤特急
通過
■急行、■各站停車
自由丘（TY07）－田園調布（TY08）－多摩川（TY09）
 目黑線
■急行
大岡山（MG06）－田園調布（MG08）－多摩川（MG09）
■各站停車
奧澤（MG07）－田園調布（MG08）－多摩川（MG09）

## 延伸閱讀
- 宮田道一. . JTBパブリッシング. 2008-09-01. ISBN 9784533071669.

## 外部連結
- 田園調布（各站資訊） - 東急電鐵